# Ella-Polka
Die Ella-Polka ist eine Polka von Johann Strauss (Sohn) (op. 160). Das Werk wurde am 11. Februar 1855 im Sofienbad-Saal in Wien erstmals aufgeführt.

## Einzelnachweis
1. ↑  Quelle: Englische Version des Booklets (Seite 39) in der 52 CDs umfassenden Gesamtausgabe der Orchesterwerke von Johann Strauß (Sohn) (Hrsg.) Naxos (Label). Das Werk ist als fünfter Titel auf der 12. CD zu hören.